# Guillerval
Guillerval  [gilɛʁval] je francouzská obec v departementu Essonne v regionu Île-de-France.

## Poloha
Obec Guillerval se nachází asi 57 km jihozápadně od Paříže. Obklopují ji obce Étampes na severu, Saclas na východě, Méréville na jihu, Monnerville na jihozápadě, Chalou-Moulineux na západě a Chalo-Saint-Mars na severozápadě.

## Historie
Název Guillerval se poprvé objevuje v listině z roku 635, kdy území patřilo klášteru Saint-Denis. Kolem roku 1105 bylo území předmětem konfliktu mezi sousedními pány Jeanem d'Etampes a rytířem Pithiviersem. Opat Suger se o tomto konfliktu zmiňuje v některých spisech.
Tradičním hospodářstvím bylo zemědělství, které zde provozovali již Římané. Na počátku 20. století se v Guillervalu začalo rozvíjet letectví. Letiště bylo původně vojenské, ale dnes se využívá především pro civilní dopravu.

## Vývoj počtu obyvatel
Počet obyvatel